# Доња Драготиња
Доња Драготиња је насељено мјесто у граду Приједор, Република Српска, БиХ. Према попису становништва из 1991. у насељу је живјело 539 становника.

## Географија
Доња Драготиња се налази између градова Приједора и Новог Града.

## Становништво
| Демографија | Демографија | Демографија |
| Година      | Становника  | Становника  |
| ----------- | ----------- | ----------- |
| 1961.       | 460         |             |
| 1971.       | 536         |             |
| 1981.       | 529         |             |
| 1991.       | 540         |             |